# Пилипівка (Сватівський район)
Пили́півка — село в Україні, у Нижньодуванській селищній громаді Сватівського району Луганської області. Населення становить 28 осіб. Орган місцевого самоврядування — Оборотнівська сільська рада.